# Mount Fairweather
Der Mount Fairweather, durch das Geographic Board of Canada offiziell kartografiert als Fairweather Mountain, ist ein Berg in British Columbia (Kanada) direkt an der Grenze zu Alaska (USA).
Gipfel, die auf der Grenzlinie von Alaska zu British Columbia beziehungsweise zum Territorium Yukon liegen, sind als Boundary Peaks (deutsch: „Grenzgipfel“) durchnummeriert. Der Mount Fairweather trägt die Nummer 164.

## Geographie
Der schneebedeckte Berg ist mit einer Höhe von 4671 m der höchste Punkt in British Columbia. Der Mount Fairweather und die nach ihm benannte Fairweather Range liegen in dem Küstengebirge der Eliaskette.
Der südliche Hang des Mount Fairweather liegt im Glacier-Bay-Nationalpark an der Grenze zu Alaska. Der Gipfel liegt in dem nach den Flüssen Tatshenshini und Alsek benannten Tatshenshini-Alsek Provincial Park.

## Wetter
Trotz seines Namens herrschen am Mount Fairweather eher raue Wetterbedingungen. Am Berg fällt mehr als 2500 mm Niederschlag im Jahr und die Temperaturen sinken auf bis zu −45 °C.

## Besteigungsgeschichte
Die Erstbesteigung von Mount Fairweather erfolgte 1931 durch Allen Carpé und Terris Moore.

## Namensgebung
Der britische Seefahrer James Cook benannte die Bergspitze 1778 nach dem guten Wetter, das er hier erlebte.